# Glazen Engel
De Glazen Engel is een beeld van Herman Lamers op de Grote Markt in Zwolle. Het is een beeltenis van de aartsengel Michaël, de beschermheilige van Zwolle.
Het beeld is opgebouwd uit ongeveer 350 lagen glas van elk 1 cm dik.

## Geschiedenis
De aartsengel Michaël is de beschermheilige van Zwolle, omdat volgens legende Michaël Zwolle beschermd zou hebben tegen een aanval van een draak, een verhaal dat ontleend is aan Openbaring 12:7.
De nabijgelegen Sint-Michaëlskerk op de Grote Markt ontleent zijn naam dan ook aan de aartsengel en heeft een bronzen beeld van Michaël op het dak staan.

## Beeld
Het beeld kwam in december 2009 gereed bij glassnijder Twins in Someren en werd van daar uit verplaatst naar Zwolle.

Op 18 juni 2010 werd het onthuld na een uitvoering van Canto Ostinato in de Sint-Michaëlskerk.
In 2013 is de mal van het beeld bij het Isala ziekenhuis aan de Dokter van Heesweg geplaatst. Deze mal stond eerst in de Anningahof en zou aanvankelijk worden gekocht door Uitgeverij Waanders om in de Broerenkerk te plaatsen.

## Trivia
De technische assistent van Lamers, Claas Westerhof, heeft model gestaan voor de engel. Voor de plaatsing van het beeld was hij nog nooit in zijn leven in Zwolle geweest.

## Galerij

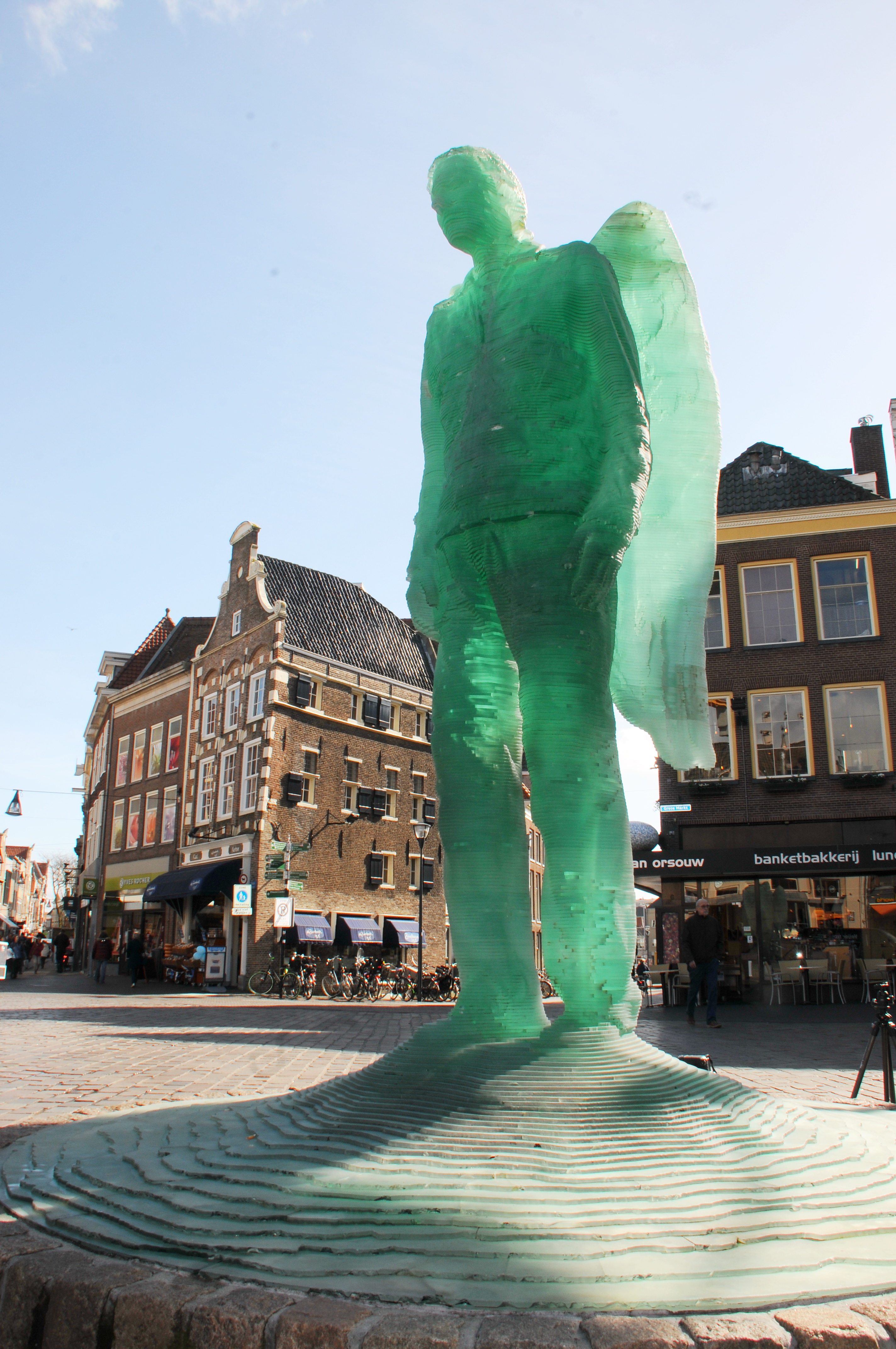
De glazen engel vanuit een laag standpunt
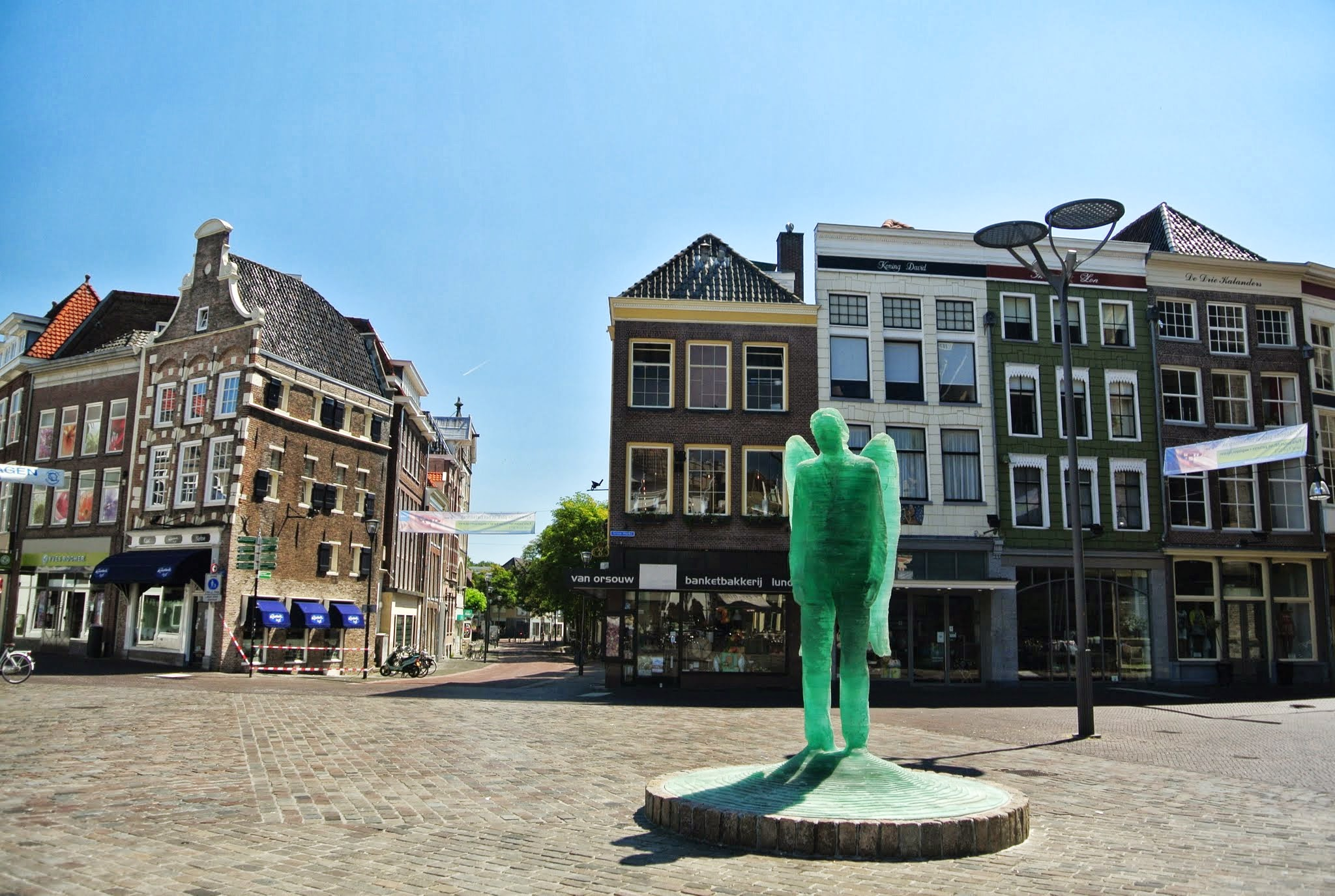
De glazen engel met de Diezerstraat